# Ameriški izobčenci
Ameriški izobčenci, izvirno American Outlaws, je ameriški vestern iz leta 2001. Film prikazuje boj James-Youngerjeve tolpe z ekspanzivno politiko železniške družbe. Glavne vloge so odigrali Colin Farrell, Scott Caan in Ali Larter. Pod režijo se je podpisal Les Mayfield, producentsko delo sta prevzela James G. Robinson in Bill Gerber.

## Vsebina
Med ameriško državljansko vojno padejo južnjaki v zasedo severnjakov. V brezizhodnem položaju se izkažeta ostrostrelec Frank James (igra ga Gabriel Macht) in podivjani Jesse James (igra ga Colin Farrell), ki uničita top in mitraljez severnjakov. Južnjaki se tako iz zasede izvlečejo in bitko nato tudi dobijo. Po koncu boja izvejo, da je vojne konec in da se je general Lee pri Appomattoxu predal. Skupina, v kateri pomembno vlogo igra še Cole Younger (igra ga Scott Caan), se tako vrne domov k svojim družinam, kmetovat in uživat življenje. Ob vrnitvi v Missouri ugotovijo, da se je med njihovo odsotnostjo situacija korenito spremenila. Domače mesto so zasedli severnjaki, Jessejeva otroška prijateljica Zee Mimms (igra jo Ali Larter) je odrasla v privlačno mladenko in v njihovo domače okolje so se začele širiti železnice.
Kmete z velikimi posestvi so vodilni pri železniški družbi silili k prodaji zemljišč za železnice. Če kmetje zemljišč niso želeli prodati ambicioznemu Thaddeusu Rainsu (igra ga Harris Yulin) in njegovemu varnostnemu svetovalcu Allanu Pinkertonu (igra ga Timothy Dalton), so jih z domov izgnali ali jih celo na planem ubili. Nekega dne potrkajo tudi na vrata družine James, a se jim Frank, Jesse in njuna mama uprejo in zavrnejo. Ko kasneje potrkajo še na vrata družine Younger, Cole Younger izgubi živce in ubije dva železniška delavca. Vojska se ga tako odloči obesiti (ker so železnice uradno delale v imenu vlade), s čimer se seveda ne strinjata njegova brata Bob (igra ga Will McCormack) in Jim (igra ga Gregory Smith). Brata Younger svoje moči združita z bratoma James, na pomoč jim priskoči tudi Zee. Na dan usmrtitve se tolpi uspe vtihotapiti med varnostno službo. Cola z vislic rešijo, med umikom se iz oči v oči soočita Jesse in Pinkerton. Iz dvoboja oba odideta ranjena, Pinkerton v nogo, Jesse pa v ramo.
Jesse nekaj dni prebije na domu Mimmsovih, saj je Zeejin oče zdravnik. Ko si opomore, se vrne domov k materi. Kmalu v soseski priredijo zabavo in ravno v času zabave neznanci požgejo dom Jamesovih ter ubijejo njuno mamo. Jesse in Frank se tako z mrtvo mamo v naročju odločita za maščevanje proti železnicam, ki so stale za napadom. Namesto pobijanja železniških uslužbencev se brata odločita napadati finančne vire železnic, tako da ob pomoči bratov Younger pričneta ropati banke v soseščini. Tolpa hitro postane slavna daleč naokoli ter postane prepoznavna pod imenom James-Youngerjeva tolpa. Pinkerton na drugi strani ob vedno bolj razjarjenem Rainsu nikakor ne najde rešitve za tolpo in od nadrejenega Rainsa zahteva več časa za rešitev situacije.
Na vrhuncu roparske dejavnosti pride do spora glede vodstva tolpe - Cole namreč izrazi mnenje, da Jesse postaja prenapihnjen ob vsej svoji javni prepoznavnosti. Jesse se naposled umakne in privoli v izvršitev Colovega načrta, ki mu že s samega začetka ni ugajal. Cole se je namreč odločil oropati dobro založeno banko, ki mu jo je preko časopisja pod nos pomolil prav Pinkerton. Med ropom se izkaže, da je imel Jesse prav. Ob praznih sefih se druščina znajde obkoljena z nadštevilčnimi četami železničarjev. V banki Cole, Frank in Jesse uspešno združijo moči, tako da se tolpa nekako le izvleče. V zadnjem trenutku nato ustrelijo mladega Jima Youngerja, ki bratu Colu umre v naročju. Franka in Jesseja prizor predrami in odločita se izstopiti, preden se še komu kaj zgodi. Jesse se tako vrne domov in za poroko zaprosi Zee.
Tolpa se brez bratov James ne znajde več tako dobro in se znajde tudi v navzkrižju z ljudmi, ki pogrešajo Jessejevo umirjeno osebnost in njegov prijazen pristop. Jesse se v tem času z Zee odpravi na Florido, kjer se v navalu trenutnega navdiha tudi poročita. Med proslavljanjem trenutka se nato odpravita plavat na plažo, kjer jih presenetijo čete železničarjev. Jesseja aretirajo in posadijo na vlak za Washington, kjer naj bi ga obesili. Vklenejo ga v enem od vagonov ter ob njega postavijo pet stražarjev. Jesseju vseeno uspe pretentati enega od stražarjev in mu nato spretno odvzame pištolo. S pištolo v roki mu ostali stražarji ne morejo nič in brez težav jih onesposobi.
Iz vagona se nato odpravi na streho vlaka, na katerem izzove vsesplošni strelski obračun. Vsem nasprotnikom se spretno izogne in na neki točki mu na pomoč priskoči tudi preostanek tolpe skupaj z Zee in Frankom. Proti koncu prizora se Jesse sooči tako z Rainsom kot Pinkertonom, a se odloči oba pustiti živeti. Pinkerton Jesseju nato potiho prišepne, da se železnica ne bo širila v Tennessee in da ga tam ne bo preganjal, ter da naj se zato odpravi tja, če želi še kaj dolgo živeti. Jesse nasvet upošteva in z Zee odjezdi v Tennesseee, medtem ko preostala tolpa nadaljuje z ropanjem, odslej pod vodstvom Cola Youngerja in novim imenom - Youngerjeva tolpa.

## Igralska zasedba
- Colin Farrell - Jesse James
- Scott Caan - Cole Younger
- Ali Larter - Zee Mimms
- Gabriel Macht - Frank James
- Gregory Smith - Jim Younger
- Harris Yulin - Thaddeus Rains
- Will McCormack - Bob Younger
- Kathy Bates - mama James
- Timothy Dalton - Allan Pinkerton
- Ronny Cox - doktor Mimms
- Terry O'Quinn - Rollin Parker
- Nathaniel Arcand - Comanche Tom
- Ty O'Neal - Clell Miller
- Joe Stevens - Loni Packwood
- Ed Geldart - starec Tucker

## Odziv kritikov
Film je naletel na večinsko negativne kritike. Mnoge ocene so se usmerile v šibko vez med krajem in časom dogajanja. Veliko kritikov je tudi izrazilo mnenje, da gre zgolj za kopijo že videnega iz filma Mlade pištole (1988).

## Finance
Film je v uvodnem vikendu z zasluženih 4.855.475 $ na ameriški lestvici zasedel 8. mesto. Skromen finančni uspeh se je nadaljeval tudi v prihajajočih tednih in mesecih, film je na koncu ob 30 milijonih dolarjev proračuna in komaj nekaj več kot 13 milijoni prihodkov znašel globoko v rdečih številkah.